# RFU Championship 2012-13
La RFU Championship 2012-13 fue la vigésimo sexta edición del torneo de segunda división de rugby de Inglaterra.

## Primera fase
| Pos. | Equipo            | Encuentros | Encuentros | Encuentros | Encuentros | Tantos | Tantos | Tantos | PB | Puntos |
| Pos. | Equipo            | PJ         | PG         | PE         | PP         | F      | C      | Dif    | PB | Puntos |
| ---- | ----------------- | ---------- | ---------- | ---------- | ---------- | ------ | ------ | ------ | -- | ------ |
| 1    | Newcastle Falcons | 22         | 21         | 0          | 1          | 677    | 252    | 425    | 14 | 98     |
| 2    | Nottingham RFC    | 22         | 15         | 0          | 7          | 624    | 409    | 215    | 14 | 74     |
| 3    | Bedford Blues     | 22         | 14         | 1          | 7          | 664    | 485    | 179    | 13 | 71     |
| 4    | Leeds Carnegie    | 22         | 13         | 0          | 9          | 585    | 480    | 105    | 15 | 67     |
| 5    | Bristol Bears     | 22         | 14         | 0          | 8          | 524    | 481    | 43     | 9  | 65     |
| 6    | Cornish Pirates   | 22         | 10         | 2          | 10         | 435    | 480    | –45    | 8  | 52     |
| 7    | Rotherham Titans  | 22         | 10         | 1          | 11         | 503    | 569    | –66    | 9  | 51     |
| 8    | London Scottish   | 22         | 10         | 0          | 12         | 456    | 610    | –154   | 8  | 45     |
| 9    | Plymouth Albion   | 22         | 7          | 0          | 15         | 419    | 518    | –99    | 12 | 40     |
| 10   | Moseley RFC       | 22         | 6          | 1          | 15         | 377    | 542    | –165   | 7  | 33     |
| 11   | Jersey Reds       | 22         | 6          | 0          | 16         | 385    | 595    | –210   | 7  | 31     |
| 12   | Doncaster Knights | 22         | 3          | 1          | 18         | 364    | 592    | –228   | 9  | 23     |

|  | Semifinalistas.                     |
|  | Descendidos a la National League 1. |

## Fase final

### Semifinal

#### Semifinal 1
| 4 de mayo de 2013 | Bedford Blues | 26 - 17 | Nottingham RFC |  |  |

| 10 de mayo de 2013 | Nottingham RFC | 21 - 23 | Bedford Blues |  |  |

#### Semifinal 2
| 6 de mayo de 2013 | Leeds Carnegie | 24 - 19 | Newcastle Falcons |  |  |

| 12 de mayo de 2013 | Newcastle Falcons | 15 - 6 | Leeds Carnegie |  |  |

### Final
| 23 de mayo de 2013 | Bedford Blues | 9 - 18 | Newcastle Falcons |  |  |

| 29 de mayo de 2013 | Newcastle Falcons | 31 - 24 | Bedford Blues |  |  |

| Bandera de Inglaterra     |
| Campeón Newcastle Falcons |
| Segundo título            |